# Little People
Little People est une toy brand pour jeunes enfants à partir de 6-36 mois jusqu'aux âges de trois ans et plus, produits au départ par Fisher-Price dans les années 1960 sous le nom de Play Family People. La ligne de produits actuels comprend des boites de jeux, des mini boites et des accessoires, des livres, des CD, des cassettes vidéo, des cassettes audio, et des DVD se concentrant sur différentes configurations de neuf personnages appelés Eddie, Sarah Lynn, Maggie, Michael, Sonya Lee, Tessa, Mia, Koby et Sofie.
Le nom "Little People", enregistré et déposé par Fisher-Price en 1985, vient des clients qui appelaient les premières boites de jeux Play Family ces "little people".
Une série en stop motion sous le nom Les Petits Amis a été diffusée sur TiJi et Piwi.

## Histoire

### Les débuts des Little People
Little People a commencé en 1950 avec le « Looky Fire Truck » et trois pompiers à la tête sphérique (attachés au jouet de façon permanente). À la suite du succès de ce jouet, en 1952 et 1953 Fisher-Price a développé le « Super-Jet » et le « Racing Rowboat ».
Un autre précurseur des Little People, le « Safety School Bus », a été créé en 1959. La boite de jeu comprenait un bus livré avec six personnages indépendants faits d'ensembles de tubes de carton enveloppés de lithographies simulant les vêtements. Le jouet est devenu rapidement populaire et d'autres boites sortirent bientôt.

## Achat
Maintenant[Quand ?] il est possible d'acheter les maisons et de les collectionner avec les personnages.